# Altamira
 For alternative betydninger, se Altamira (flertydig). (Se også artikler, som begynder med Altamira)
Altamira (spansk: høj udsigt) er en grotte i Kantabrien i det nordlige Spanien som er kendt for sine hulemalerier fra den Ældste stenalder. Billederne består både af tegninger og polykrome malerier, og forestiller forskellige dyr og menneskehænder. Grotten med sine malerier blev i 1985 erklæret som et UNESCOs verdensarvsted.
Grotten er omkring 270 meter dyb, og består af en række passager og hulrum. Hovedpassagen er mellem to og seks meter høj. Grotten er blevet dannet ved karstisk forvitring af kalksten i Vispieresbjergene. Grotten ligger ved byen Santillana del Mar, 30 km vest for byen Santander.
En reproduktion af hulemalerierne findes på Deutsches Museum i München.
43°22′37″N 4°07′11″V / 43.37694°N 4.11975°V